# 60 Seconds!
60 секунд! — пригодницька відеогра, ⁣ розроблена та видана польською  студією Robot Gentleman.  Випущена для операційної Windows 25 травня 2015 року  18 грудня 2017 року для Nintendo Switch  6 березня 2020 року для PlayStation 4  і Xbox One 28 грудня 2017 року для Android,  і 22 вересня 2016 року для iOS. 
На першому етапі створення планувалося що гра мала бути тестом, щоб побачити, чи є Unity правильним ігровим движком для використання. Після того як тест викликав схвальні відгуки її вирішили оприлюднити для світу.
Оновлена версія 60 Seconds! під назвою 60 секунд! Reatomized була випущена 25 липня 2019 року на всі популярні платформи. 

## Сюжет
60 секунд! Події відеогри відбуваються в США в 1960-х роках. Гра розповідає про родину Макдудлів (Тед, Долорес, Мері Джейн і Тіммі), які намагаються вижити після ядерного апокаліпсису.
За основу гри було взято концепцію, яка полягала у тому, що гравець має лише 60 секунд, щоб знайти припаси першої необхідності, членів сім’ї та предмети що допоможуть (наприклад, набір шашок) і привести їх до підземного укриття під своїм будинком, включно з членом сім’ї, яким він спочатку керував. Після чого ядерна бомба скидається на околиці та детонує. Невиконання умови за відведений проміжок часу означає смерть.
Кожен день гравець повинен приймати рішення для сім’ї на основі наявних запасів, обмеженої інформації з поверхні або можливостей членів сім’ї. Деякі з них пов’язані з ризиком і можуть призвести до погіршення здоров’я або навіть смерті одного або всіх членів сім’ї, що своєю чергою закінчує гру.
Що стосується витратних матеріалів, гравець повинен розподілити їх споживання раціонально, як-от їжу та воду, між членами сім’ї, виходячи з їхнього загального стану здоров’я та потреби в цьому. Гравець також повинен стежити за психічним станом членів сім'ї, оскільки ізоляція під землею також впливає на ігровий процес. (наприклад, Тед перетворить одну зі своїх шкарпеток на маріонетку і почне розмовляти з нею, наче це людина).
Іноді від персонажа може вимагатися покинути притулок, щоб знайти припаси та їжу. Знову ж таки, це тягне за собою ризик, оскільки член сім’ї може захворіти від радіації на вулиці, зневоднення чи втоми або може не повернутися через подію, яка призвела до смерті персонажа. Тоді гра продовжується з членами сім'ї що вижили.
В інших випадках у люк підземного притулку можна почути стукіт, і гравець повинен зробити вибір про те, чи ігнорувати його, чи відкрити люк, щоб мати змогу взаємодіяти з персонажами, що своєю чергою дає одну з багатьох кінцівок. Залежно від події, це може призвести до можливої торгівлі між Макдудлами та іншими постраждалими сім’ями, або рейду на притулок, де викрадають запаси, або мутанта, який проникає в притулок і мутує сім’ю, закінчуючи гру.
Якщо гравець прийме правильне рішення в потрібний момент, то існує ймовірність того, що армія США прийде врятувати сім’ю, успішно завершивши гру, таким чином демонструючи одну з кінцівок для гравця.

## Оцінки
60 секунд! на початку продажів була оцінена у цифровому магазині Steam як «дуже позитивно» (9635 голосів).  Гра також отримала схвальний відгук на Metacritic 75/100 і 80/100 для версії для ПК від критиків і 6,3 змішаних або середніх відгуків від користувачів. Metacritic поставив версії Xbox One 63/100 за оцінками критиків , тоді як версія Nintendo Switch отримала 6,3 змішаних або середніх відгуків від користувачів.  NintendoLife поставив грі 4/10 з оцінкою користувачів 10/10.  PocketGamer включив до списку 60 Seconds! як одну з 15 найкращих ігор на виживання для iPhone, iPad та Android.  Gamesnort дав 60 секунд! оцінку 3,9, нагороджуючи її значками: Найкраща гра 2017 року, Найкраща гра в жанрі пригод, Найкраща на Windows PS, Найкраща на Nintendo Switch і Mac. 